# Henry Martín
Henry Josué Martín Mex (* 18. November 1992 in Mérida) ist ein mexikanischer Fußballspieler.

## Karriere

### Klub
Er verbrachte seine Jugend unter anderem beim FC Itzaes und wechselte zur Saison 2013/14 zum Venados FC. Nur eine Spielzeit später wechselte er zum Club Tijuana. Seit Anfang 2018 steht er beim Club América unter Vertrag, für den der auch unter dem Spitznamen Bomba bekannte Spieler gleich bei seinem ersten Ligaspiel am 7. Januar 2018 den Siegtreffer zum 1:0 beim Querétaro Fútbol Club erzielte.

### Nationalmannschaft
Sein Debüt für die mexikanische Nationalmannschaft gab er am 4. September 2015 bei einem 3:3-Freundschaftsspiel gegen Trinidad und Tobago. Sein nächster Einsatz danach war aber erst wieder am 31. März 2018. Danach folgten noch weitere Freundschaftsspiele sowie auch teilweise Einsätze in Spielen der CONCACAF Nations League 2019–21. Mit der mexikanischen Olympiaauswahl gewann er bei den 2021 ausgetragenen Olympischen Spielen 2020 in Tokio die Bronzemedaille. Ab September 2021 wurde er auch in Qualifikationsspielen für die Weltmeisterschaft 2022 eingesetzt. 2023 gewann er mit Mexiko den CONCACAF Gold Cup.